# Tang-e Bābā Aḩmad (ort)
Tang-e Bābā Aḩmad (persiska: تنگ بابا احمد, Emamzādeh Bābā Aḩmad) är en ort i Iran.   Den ligger i provinsen Khuzestan, i den centrala delen av landet, 400 km söder om huvudstaden Teheran. Tang-e Bābā Aḩmad ligger 503 meter över havet och antalet invånare är 350.
Terrängen runt Tang-e Bābā Aḩmad är huvudsakligen kuperad, men norrut är den bergig. Tang-e Bābā Aḩmad ligger nere i en dal. Runt Tang-e Bābā Aḩmad är det ganska glesbefolkat, med 48 invånare per kvadratkilometer. Närmaste större samhälle är Shāhābād, 10,3 km väster om Tang-e Bābā Aḩmad. Omgivningarna runt Tang-e Bābā Aḩmad är i huvudsak ett öppet busklandskap.